# Synagoge (Böchingen)
Die Synagoge in Böchingen wurde 1828 in der Hauptstraße 29 errichtet. Bei den Novemberpogromen 1938 wurde die Synagoge verwüstet. 1951 wurde das Gebäude abgerissen.

## Synagoge
Bereits 1815 wird eine Synagoge in Böchingen benannt. 1827 war das Gebäude in einem solchen desolaten Zustand, dass es nicht mehr genutzt werden konnte. 1828 wurde das Gebäude abgerissen und eine neue Synagoge auf dem Grundstück errichtet. Sie bestand aus einem vorgelagerten Wohnhaus und dem Synagogengebäude im hinteren Teil des Gebäudes. Der Betsaal war über dem zugehörigen Stall eingerichtet. 1855/56 erfolgte eine größere Umbaumaßnahme. Das Wohnhaus im Vorderbereich wurde abgerissen und durch eine Religionsschule mit Lehrerwohnung ersetzt. Zudem wurde auf dem Gelände ein zusätzliches Wohnhaus errichtet. Die Synagoge hatte nun eine Grundfläche von 140 m² und verfügte über 70 Sitzplätze für Männer und 50 Sitzplätze für Frauen. Bei den Novemberpogromen 1938 wurde die Synagoge durch Mitglieder der SA verwüstet. Wegen der engen Bebauung wurde die Synagoge allerdings nicht in Brand gesetzt, da ein Übergreifen der Flammen auf die Nachbargebäude befürchtet wurde. Das Gebäude ging anschließend in den Besitz der Gemeinde Böchingen über. 1950 kam es im Zuge der  Restitutionsverfahren in den Besitz der Jüdische Kultusgemeinde der Rheinpfalz. 1951 wurde die Ruine abgerissen. 1976 wurde an der Stelle, an der sich die Synagoge befand eine Gedenktafel angebracht. Die Inschrift lautet:
Auf diesem Grundstück stand die 1827 erbaute Synagoge,

das Bethaus der Jüdischen Kultusgemeinde Böchingen.

Die Synagoge wurde von den Nationalsozialisten in der Reichspogromnacht 1938 zerstört, die Ruine 1951 abgetragen.

Das heute noch bestehende Wohnhaus wurde 1856 von der Kultusgemeinde erbaut

und diente bis in die 1930er Jahre als jüdische Schule.

Böchingen 1997

## Jüdische Gemeinde Böchingen
Die jüdische Gemeinde Böchingen bestand bis 1940. Neben der Synagoge verfügte sie über eine Mikwe und eine Religionsschule. Zeitweise war ein eigener Lehrer angestellt, der auch die Aufgaben des Vorbeters und Schochet innehatte. Die Verstorbenen wurden auf dem jüdischen Friedhof Essingen beigesetzt.